# Carrigaholt
Carrigaholt (en irlandais : Carraig an Chabhaltaigh, rocher de la flotte) est un petit village de pêcheurs irlandais de la province de Munster, dans le comté de Clare.

## Géographie
Le village se situe à l'embouchure de la rivière Moyarta dans l'estuaire du Shannon, sur la côte ouest de l'Irlande.

## Histoire
Le village abrite les ruines d'un château de la fin du XVe siècle (dans les années 1480) par les MacMahons. Avec ses cinq niveaux de construction, il gardait l'entrée de l'estuaire du Shannon et veillait sur le petit port de pêche.
Le château est occupé par Teige Caech, McMahon "le myope", en septembre 1588 lorsque sept navires de l'Armada espagnole mirent l'ancre à Carrigaholt. Bien que l'aide ait été refusée par les McMahon (descendants de Mathgamain mac Cennétig), le château fut néanmoins assiégé peu de temps après par Sir Conyers Clifford (gouverneur de Connaught).
L'année suivante, le quatrième comte de Thomond, le renégat Donagh O'Brien, s'en empara après un siège de quatre jours et, en violation des conditions de reddition, fit pendre tous les défenseurs.
C'est depuis Carrigaholt que Nungesser et Coli ont été aperçus pour la dernière fois, avant leur disparition le 8 mai 1927, lors de la première tentative de traversée de l'Atlantique Nord en avion.

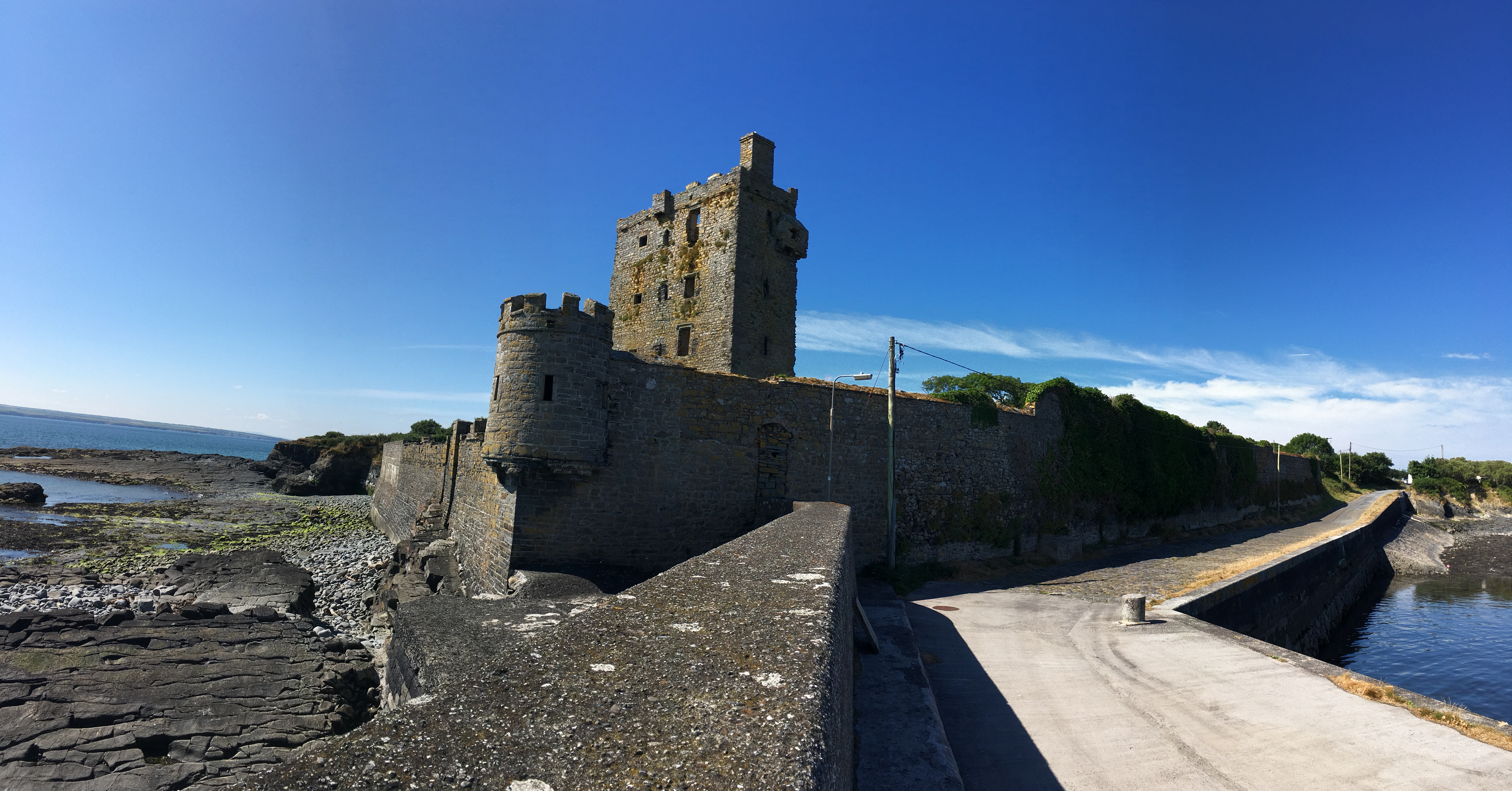
Le mur du château avec son échauguette.
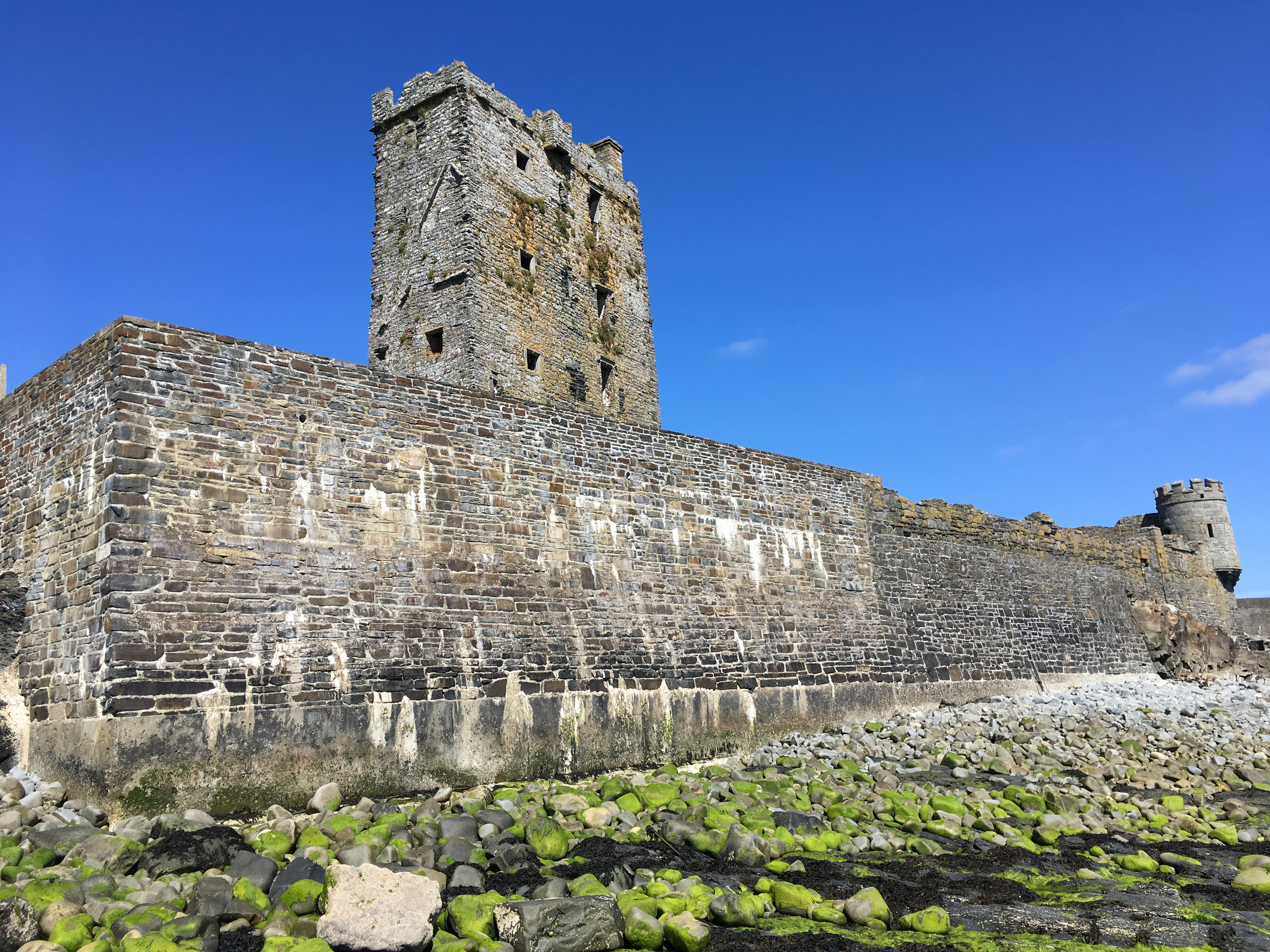
Le château vu du bord de mer.
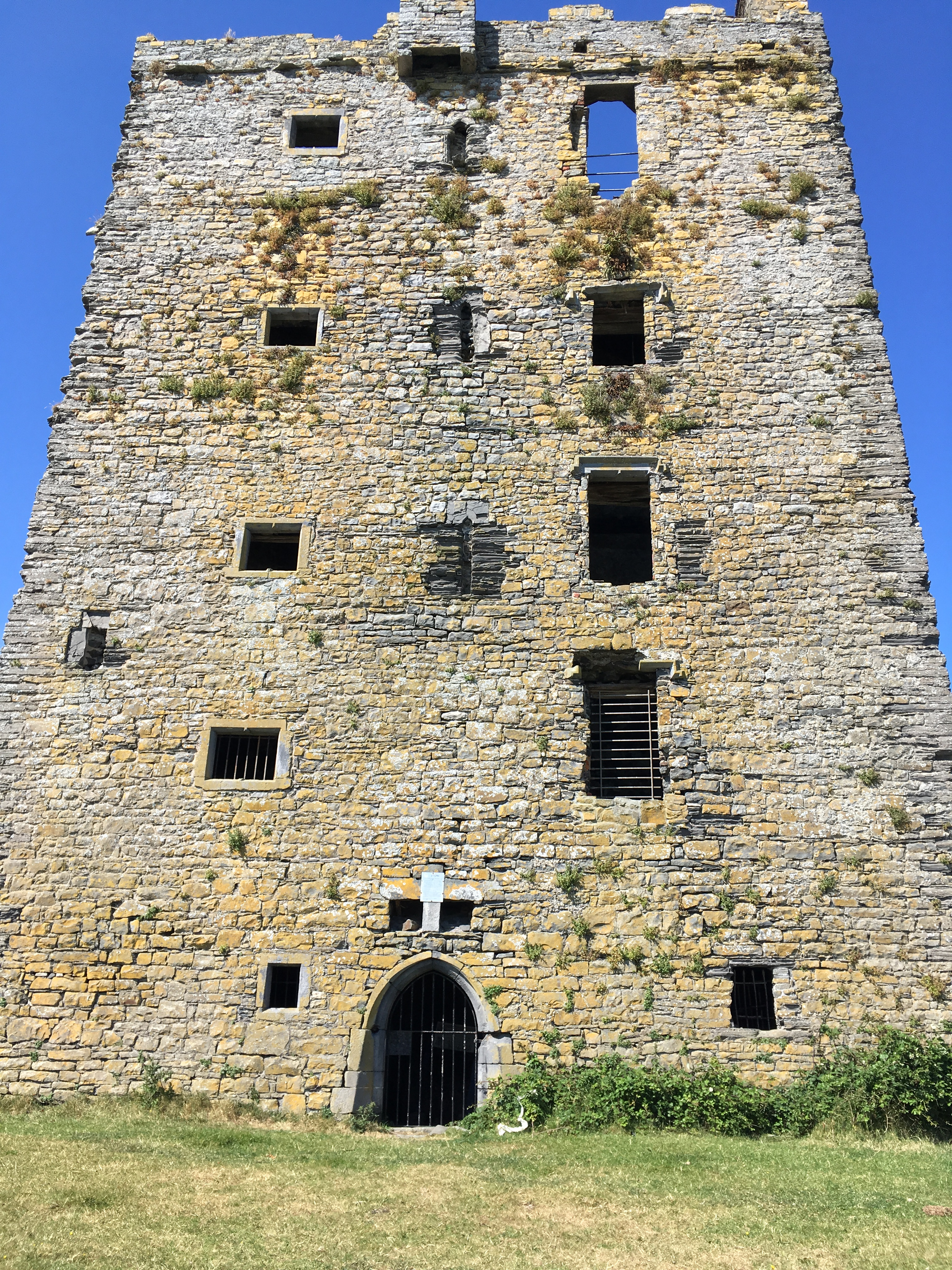
Le château en vue rapprochée.
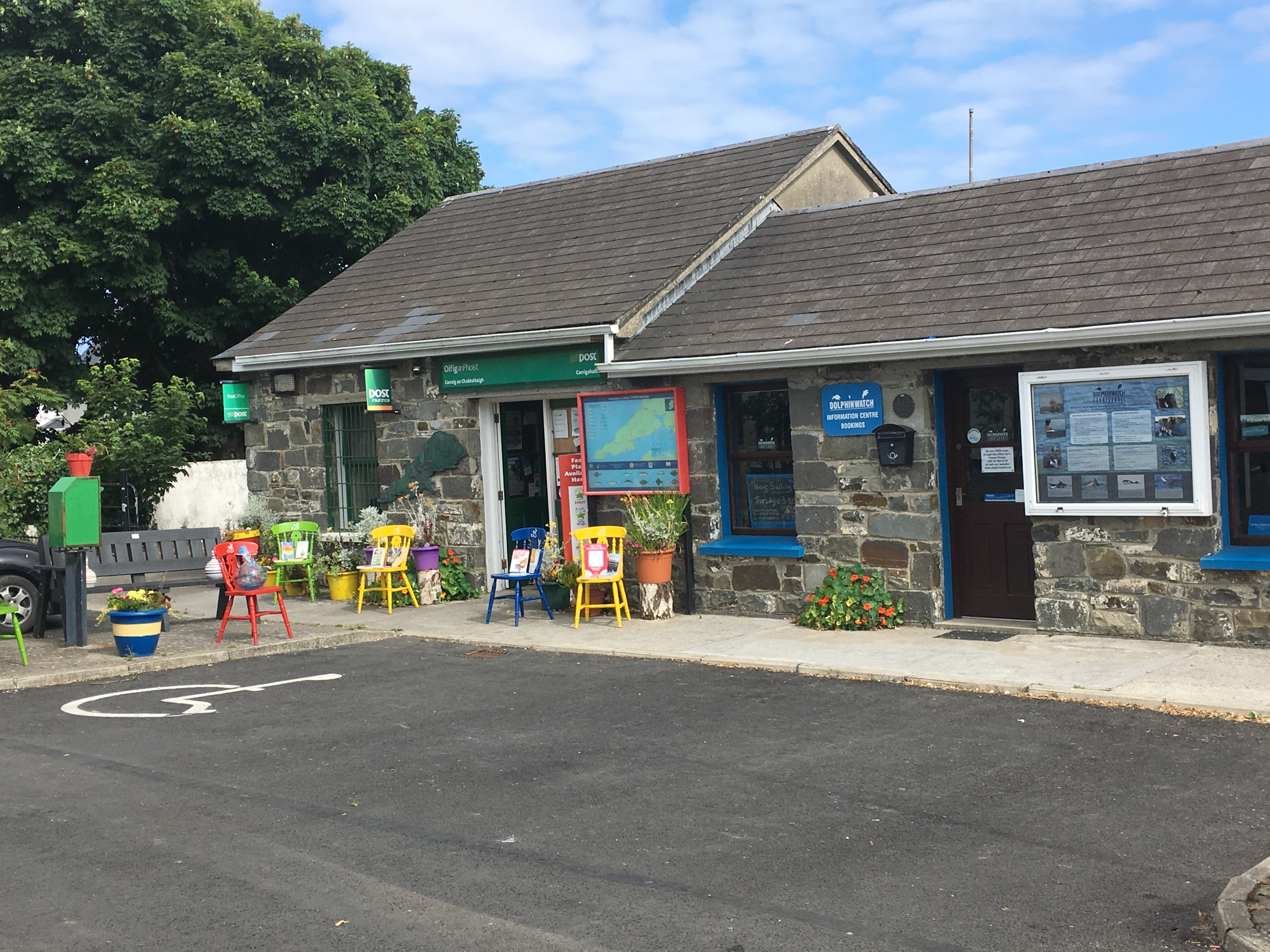
Le bureau de poste.